# 金恩香 (アイスホッケー)
金恩香（キム・ウンヒャン、キム・ウニャン、1992年12月10日 – ）は、朝鮮民主主義人民共和国のアイスホッケー選手。ポジションはフォワード。2018年冬季オリンピックに南北合同チームとして出場。